# Shannonomyia (Shannonomyia) bruneriana
Shannonomyia (Shannonomyia) bruneriana is een tweevleugelige uit de familie steltmuggen (Limoniidae). De soort komt voor in het Neotropisch gebied.